# Dischidia dohtii
Dischidia dohtii är en oleanderväxtart som beskrevs av T.B.Tran och Livsh.. Dischidia dohtii ingår i släktet Dischidia och familjen oleanderväxter. Inga underarter finns listade i Catalogue of Life.